# Butter Chicken
Butter Chicken, auch bekannt als murgh makhani, ist ein Gericht der indischen Küche. Das Gericht bildet eine Art Curry mit Hähnchenfleisch und einer gewürzten Tomaten-Butter-Sauce (makhan). Die Sauce ist für ihre reichhaltige Konsistenz bekannt. Butter Chicken ähnelt Chicken tikka masala, bei dem auch eine Tomatenpaste verwendet wird.

## Geschichte
Das Gericht geht auf Kundan Lal Jaggi, Kundan Lal Gujral und Thakur Dass zurück. Bei ihnen handelte es sich um Migranten bzw. Flüchtlinge nach der Teilung Indiens aus der Stadt Peschawar, welche in den 1950er Jahren ein Restaurant mit dem Namen Moti Mahal in Delhi eröffneten. Das Restaurant bildete eine Neueröffnung eines gleichnamigen Restaurants, das von Mokha Singh Lamba in Peschawar gegründet wurde und in dem Kundan Lal Gujral und Kundan Lal Jaggi für eine Zeitlang arbeiteten. Das Restaurant in Peschawar wurde kurz vor der Teilung Indiens geschlossen. Im Moti Mahal wurden anfangs Currygerichte aus dem Tandur und weitere für den Punjab typische Speisen angeboten. Um zu trocken gewordenes Fleisch verwerten zu können, wurden übriggebliebene Hähnchenstücke mit einer Tomatensoße, reich an Butter, vermischt. Dadurch entstand ein völlig neues Gericht, welches lokal als Murgh makhani bekannt wurde. Das Moti Mahal konnte dank der Beliebtheit seiner Küche zu den bekanntesten Restaurants der Stadt aufsteigen und 1963 wurde sogar eine Filiale in Moskau eröffnet. Das Restaurant in Delhi wurde von Staatschefs wie John F. Kennedy und Nikita Chruschtschow besucht.
Über die Erfindung von Butter Chicken besteht ein Rechtsstreit zwischen den Enkeln von Jaggi und Gujral, der bis vor den Delhi High Court ging.
Nachdem das Gericht in Indien beliebt wurde, erlangte es dank der weitverzweigten indischen Diaspora auch weltweite Bekanntheit. 1975 tauchte der englische Ausdruck „butter chicken“ curry zum ersten Mal im Druck auf, und zwar als Spezialität des Hauses eines indischen Restaurants in Manhattan. In Toronto findet man es als Füllung in Poutine, Wraps, Roti oder Brötchen, während es in Australien auch als Kuchenfüllung vorkommt.

## Vegane Varianten
Durch den weltweit wachsenden Veganismustrend wurden zu diesem Gericht viele vegane Alternativen entwickelt, die alle unter dem Namen Vegan Butter Chicken bekannt sind. Anstatt Hähnchenfleisch wird hier z. B. oft gebackener Blumenkohl hinzugefügt und Butter wird meist durch Kokosöl oder Kokosmilch ersetzt.

## Zubereitung
Hähnchenstücke werden zu Beginn in einer Mischung aus Zitronensaft, Joghurt, rotem Chili, Salz, Garam Masala, Ingwer- und Knoblauchpaste mariniert. Das marinierte Huhn wird im Original in einem Tandur (traditioneller Lehmofen) gegart, kann aber auch im Backofen gegrillt oder in einer Pfanne gebraten werden. Das Fleisch wird in einer milden Currysauce serviert, die auch Butter enthält. Die Sauce basiert auf Tomatenpaste, Knoblauch und Ingwer und wird so lange gekocht, bis sie dickflüssig ist und ein Großteil des Wassers verdunstet ist. Es gibt viele Variationen bei der Zusammensetzung und Würzung der Sauce. Zu den enthaltenen Gewürzen gehören häufig Kardamom, Kreuzkümmel, Nelken, Zimt, Koriander, Pfeffer, Garam Masala und Bockshornklee. Cashewpaste kann als Verdickungsmittel verwendet werden.
Als Beilage wird häufig Reis und/oder Naan-Brot verwendet.

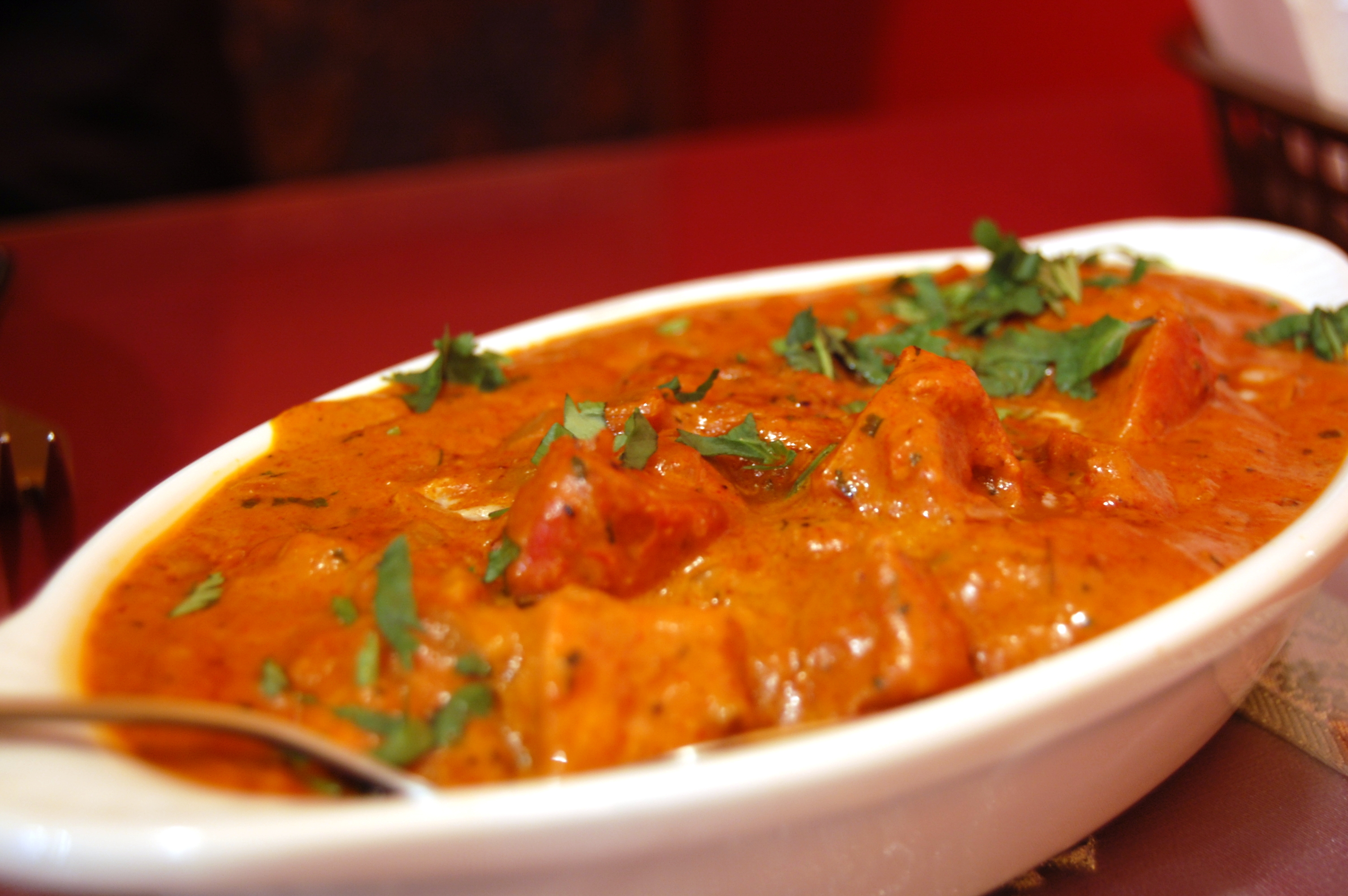
Butter chicken
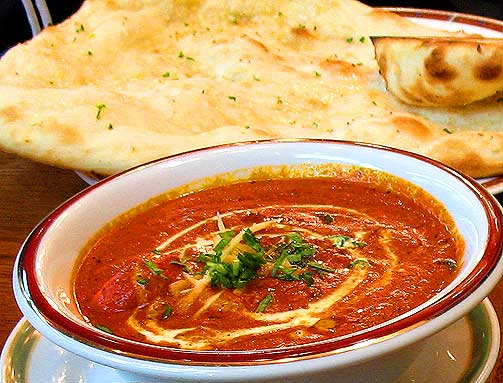
Butter chicken mit Naan
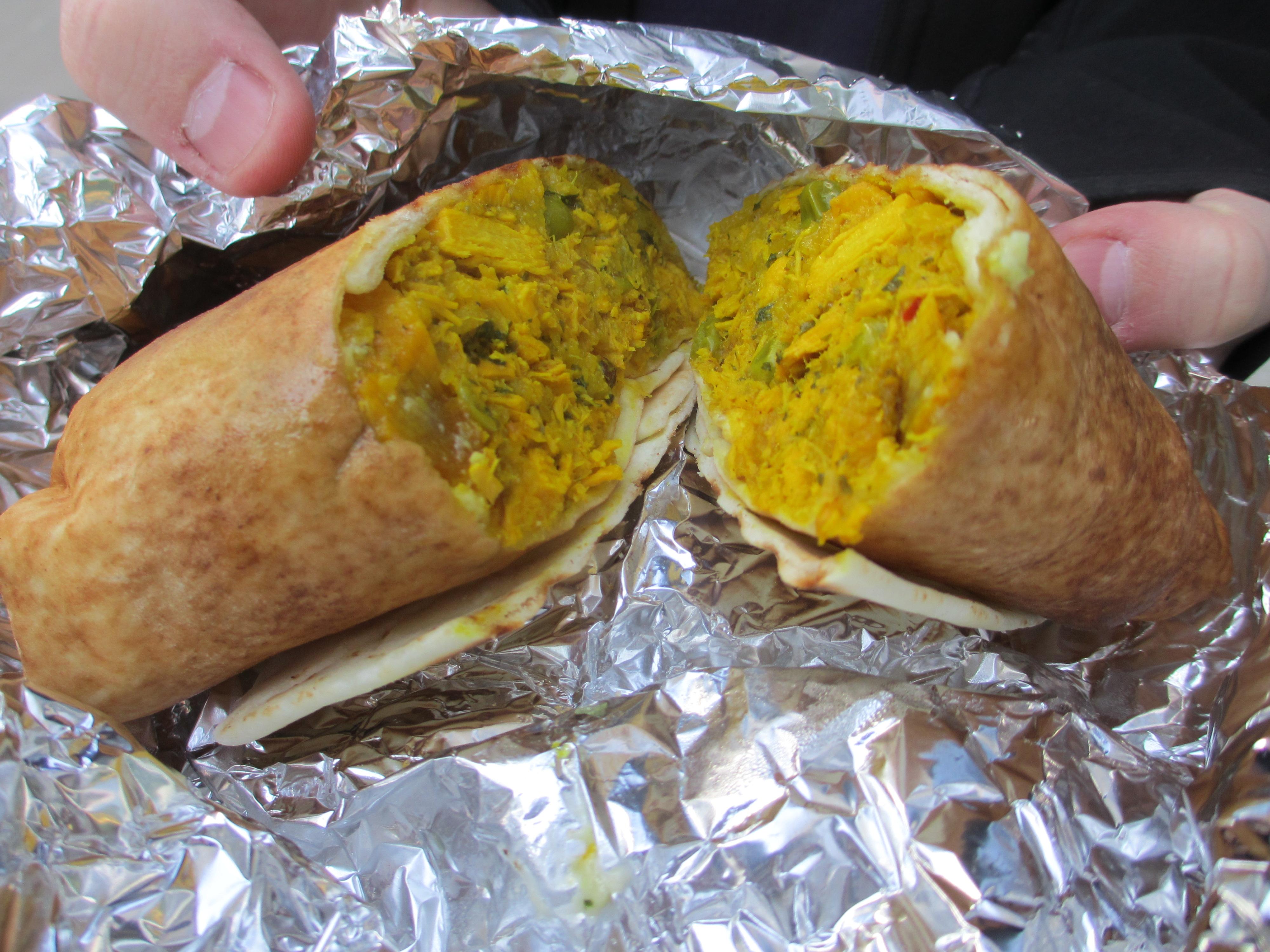
Butter chicken in einem Wrap